# Astelia menziesiana
Astelia menziesiana är en enhjärtbladig växtart som beskrevs av James Edward Smith. Astelia menziesiana ingår i släktet Astelia och familjen Asteliaceae.
Artens utbredningsområde är Hawaii. Inga underarter finns listade i Catalogue of Life.